# Patrik Bojent
Patrik Bojent (* 26. Dezember 1980 in Växjö) ist ein ehemaliger schwedischer Fußballspieler. Der hauptsächlich als Außenverteidiger eingesetzte Abwehrspieler, der bis zu einer Namensänderung im Sommer 2008 Patrik Karlsson hieß, kam in seiner Laufbahn zu über hundert Einsätzen in der Allsvenskan.

## Werdegang
Bojent begann seine Laufbahn bei Hovmantorp Goif. 1997 wechselte er zu Östers IF, wo er zunächst in der Jugend spielte. In der Spielzeit 1998 rückte er in den Kader der Herrenmannschaft auf und kam zu seinem Debüt in der Allsvenskan. Nach dem Abstieg in die zweite Liga konnte er sich als Stammspieler in der Abwehr etablieren und schaffte mit dem Klub 2002 die Rückkehr in die Erstklassigkeit. Obwohl der Klassenerhalt verpasst wurde, blieb er dem Klub noch ein Jahr treu.
2005 wechselte Bojent zu Gefle IF in die Allsvenskan. In den folgenden beiden Jahren war er Stammspieler in der Abwehr. In seiner ersten Spielzeit verpasste er kein Spiel, im zweiten Jahr musste er nur einmal passen. Zur Spielzeit 2007 ging er zum Ligarivalen AIK. Auch hier kam er in seiner ersten Spielzeit den meisten Ligaspielen zum Einsatz und erreichte mit dem Klub den fünften Tabellenrang, die bis dato beste Platzierung seiner Karriere. Im Laufe seiner zweiten Spielzeit beim Traditionsverein, in der er seinen Nachnamen änderte, kam er nur noch unregelmäßig zum Einsatz. Daher wollte er den Verein trotz eines bis Ende 2009 gültigen Kontraktes verlassen und absolvierte ein Probetraining bei norwegischen Klub Aalesunds FK. Zunächst blieb er jedoch beim Verein, kam aber unter Trainer Mikael Stahre zu Beginn der Spielzeit 2009 lediglich zweimal zum Einsatz. Im Juni gab der Klub daraufhin bekannt, den auslaufenden Vertrag des 29-jährigen nicht zu verlängern. Einen Monat später verließ er den Klub und kehrte zum Drittligisten Östers IF zurück. Zum Saisonende stieg er mit dem Verein in die Superettan auf, wo er mit dem Klub in den Relegationsspielen gegen Qviding FIF den Klassenerhalt schaffte. In der Spielzeit 2011 verpasste er mit der Mannschaft um Freddy Söderberg und Joakim Wulff als Tabellenvierter nur knapp den Aufstieg in die Allsvenskan, als Stammspieler in 28 der 30 Saisonspiele trug er zur Erstligarückkehr des Klubs in der Folgesaison bei. Zuvor hatte er im Sommer seinen Vertrag um drei Jahre verlängert. In der Allsvenskan-Spielzeit 2013 stand die Mannschaft von Beginn an im Abstiegskampf, letztlich fehlten als Tabellenvorletzter drei Punkte zum von Mitaufsteiger Hamlstads BK belegten Relegationsplatz. In der Folge kam es zu einem Umbruch in der Mannschaft, in dessen Folge Bojent auch in der zweiten Liga mit dem Klub gegen den Abstieg spielte. Letztendlich erreichte die Mannschaft einen Relegationsplatz, verlor jedoch in Aggregation nach einer 0:3-Auswärtsniederlage und einem 3:2-Heimerfolg gegen IK Frej und wurde in die Drittklassigkeit durchgereicht. Dennoch unterzeichnete Bojent Ende 2014 einen neuen, auch für die Division 1 gültiges Arbeitspapier bei Östers IF. Er spielte danach noch elf Partien in der Drittliga-Spielzeit 2015, der Klub verpasste als Tabellendritter die Rückkehr in die Superettan. 
Bojent ließ daraufhin bis 2018 beim unterklassigen Åryds IK seine Karriere ausklingen.